# Las Encartaciones
Las Encartaciones (en euskera: Enkarterri) es una comarca de Vizcaya, en la comunidad autónoma española del País Vasco. Situada en la parte occidental de la misma, limita con Cantabria, la provincia de Burgos (Castilla y León) y Álava (País Vasco).
Las Encartaciones confinan al sur con los valles de Ayala, Oquendo (Álava) y Mena (Burgos); al norte con Castro-Urdiales y Guriezo (ambos en Cantabria), así como al oeste con Soba, Rasines, Ramales de la Victoria y el enclave de Valle de Villaverde, todos territorios de Cantabria, y al este con la comarca del Gran Bilbao. Su capital es el municipio de Valmaseda. Su población actual es de 32 240 habitantes.

## Mancomunidad de Municipios de Las Encartaciones
La Mancomunidad de Municipios de Las Encartaciones, compuesta por los municipios de Arcentales, Galdames, Gordejuela, Güeñes, Carranza, Lanestosa, Sopuerta, Trucíos y Zalla, tiene ubicada su sede en el barrio de Aranguren del municipio de Zalla, su presidente es Martín Pérez, miembro de la ejecutiva del Bizkai Buru Batzar. En mayo del 2016 se acordó el regreso de Valmaseda a la Mancomunidad de Las Encartaciones, de la que se había salido en el año 2001. La inclusión se llevó a cabo con los votos a favor de PNV, Avant Gordexola y Agrupación Electoral Independiente, tres abstenciones de EH Bildu y el voto en contra de Zalla Bai y Karrantza Zabala. El equipo de gobierno de Carranza presentó un recurso judicial contra la inclusión, en nombre del grupo municipal, en cambio el alcalde de Zalla, Javier Portillo Berasaluze, presentó el recurso judicial, en nombre del Ayuntamiento de Zalla.
| # | Municipio         | Alcalde                       | Partido político | Población | % Población | Área (km²) |
| - | ----------------- | ----------------------------- | ---------------- | --------- | ----------- | ---------- |
|   | Valmaseda         | Aitor Larrinaga García        | CLI              | 7829      | 24,28       | 22,3       |
|   | Valle de Carranza | Raúl Palacio Portillo         | KZ               | 2794      | 8,67        | 137,70     |
|   | Arcentales        | Iosu Udaeta Santisteban       | PNV              | 722       | 2,24        | 36         |
|   | Güeñes            | Imanol Zuluaga Zamalloa       | PNV              | 6535      | 20,27       | 41,49      |
|   | Zalla             | Unai Diago Santamarina        | Zalla Bai        | 8481      | 26,31       | 31,03      |
|   | Sopuerta          | Irantzu Ibarrondo Abad        | PNV              | 2563      | 7,95        | 42,80      |
|   | Galdames          | Raquel Larruskain Elorza      | PNV              | 815       | 2,53        | 44,50      |
|   | Gordejuela        | Ángela Egia Liñero            | PNV              | 1710      | 5,30        | 41,50      |
|   | Trucios           | José Manuel Coterón Fernández | PNV              | 525       | 1,63        | 31         |
|   | Lanestosa         | Martín Crespo Pellón          | PNV              | 266       | 0,83        | 1,20       |
|   | Las Encartaciones |                               |                  | 32 240    | 100         | 429,52     |

## Origen

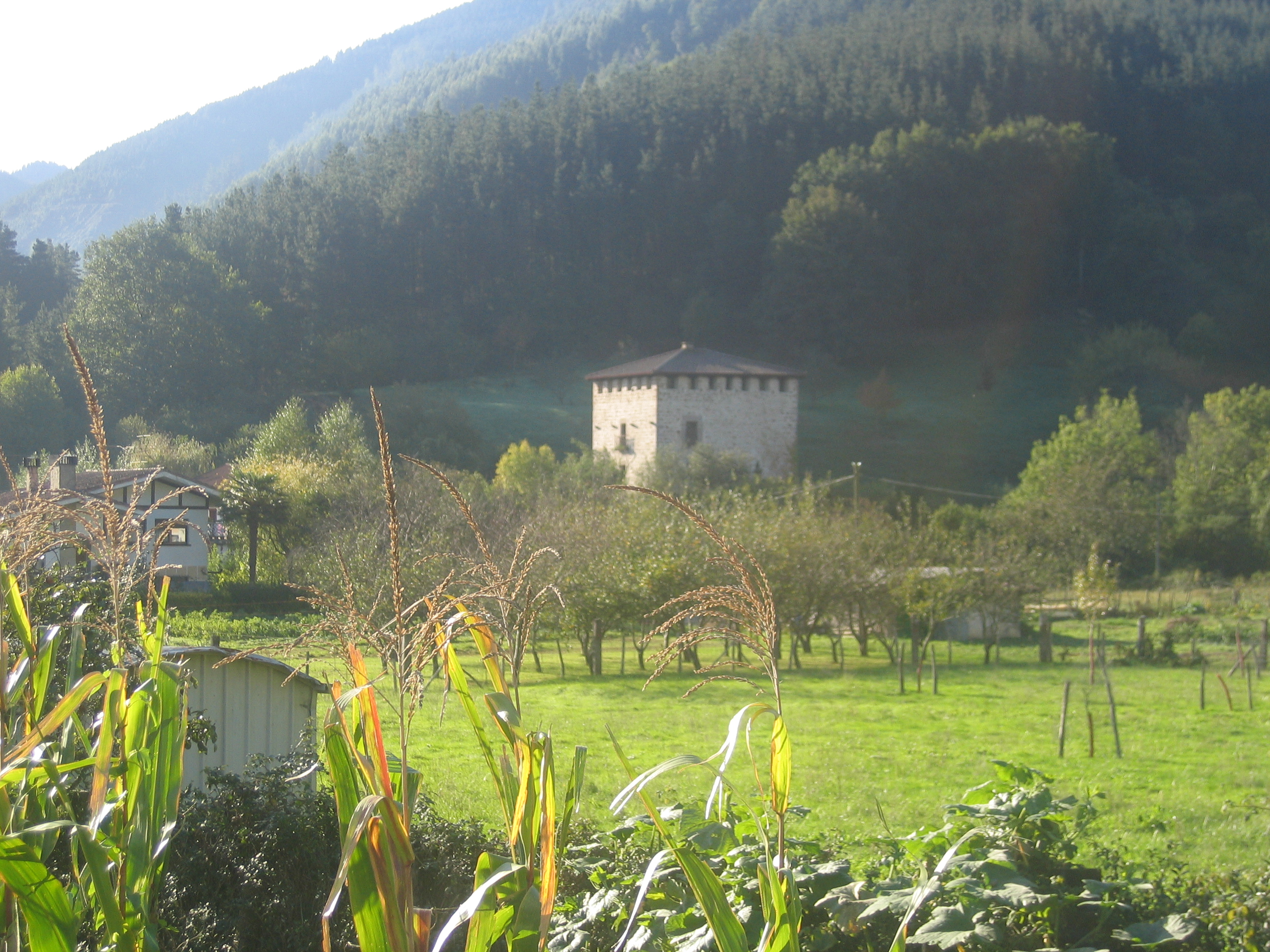
Torre Ibargüen en Gordejuela

La parte occidental del antiguo señorío de Vizcaya recibía el nombre de Encartaciones. La palabra encartación solo pudo aparecer en tiempos en que esta lengua estaba ya formada plenamente como uno de los muchos resultantes de la evolución del latín a las lenguas vulgares, o sea, entre los siglos XII y XIII, precisamente en la época en que Vizcaya entró de lleno en el juego de la historia. Se tiene por buena la explicación según la cual el nombre de Encartaciones, aplicado actualmente a una zona de Vizcaya, proviene de las cartas forales entre el señor de Vizcaya y los moradores de esta tierra. Dice Labayru que el nombre procede de haber incorporado estas tierras al señor de Vizcaya los señores particulares y los reyes señores desde Juan I de Castilla por medio de cartas y privilegios que les concedían las libertades del señorío. Pero hay otras opiniones. Algunos, apoyándose en el hecho del terreno fragoso de la región, un poco tierra de nadie en lo antiguo, atribuyen dicho nombre a haber sido este refugio de encartados o condenados en rebeldía, después de llamarles con bandos públicos, por causas delictivas o políticas.
Las Encartaciones han comprendido históricamente las diez repúblicas siguientes:
- Valle de Somorrostro con dos entidades:
  - Los Tres Concejos: Santurce, Sestao, y San Salvador del Valle.
  - Los Cuatro Concejos: Musques, Ciérvana, Abanto de Suso y Abanto de Yuso.
- Valle de Salcedo formado por dos concejos:
  - Concejo de Güeñes, dividido en cuatro cuadrillas: Berbejillo, Goicouria, Sanchosolo y La Ribera.
  - Concejo de Zalla con las cuadrillas de Mimetiz (Corillo), Aranguren, Sollano, Taramona (La Herrera) y Valdahedo (Ocharán).
- Valle de Carranza (en latín: Carrantium) con los concejos menores de Sierra, San Esteban y Soscaños, Santecilla, Biañez y Ahedo.
- Valle de Gordejuela, dividido en las cuatro cuadrillas de Zaldu, Zubiete, Sandamendi e Irazagorria.
- Valle de Trucios, que cuenta con los tercios de La Puente, La Calera, Gordón, Cueto, Romaña y Pando.
- Valle de Arcentales (¿argentales o lugar de plata?), compuesto por los lugares de Linares y Traslaviña.
- Concejo de Galdames está dividido en cuatro anteiglesias: Galdames de Suso, Galdames de Yuso, Loizaga y Montellano.
- Concejo de Sopuerta (en latín: Subporta) está dividido en seis anteiglesias: Carral, Mercadillo, Baluga, Olabarrieta, Veci y Avellaneda.

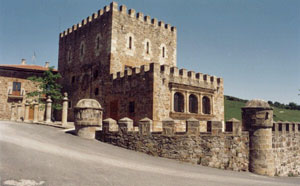
Casa de Juntas de Avellaneda

Además, tres son las villas enclavadas en este territorio, que no fueron parte de Las Encartaciones, sino que hacían comunidad con las villas de Vizcaya: la villa de Portugalete (1322, María Díaz de Haro, señora de Vizcaya), la villa de Valmaseda (1199, Lope Sánchez de Mena, señor de Bortedo) y la villa de Lanestosa (1287, Lope Díaz III de Haro, señor de Vizcaya).
En el pasado se dio cierta prolongación encartada en la anteiglesia de Baracaldo; y en varias ocasiones han pretendido oriundez vizcaína lugares afines a las Encartaciones, como el valle de Mena e incluso Basauri[cita requerida]. Según Eduardo de Escarzaga, natural de Gordejuela, se llamaron también Encartaciones a algunos lugares de la provincia de Burgos ganados por los señores de Vizcaya.
Actualmente, tanto los Tres Concejos como los Cuatro Concejos del valle de Somorrostro, así como la villa de Portugalete, pertenecen a la comarca del Gran Bilbao según las Directrices de Ordenación del Territorio del País Vasco.

## Geografía y cultura encartada
Hay restos prehistóricos importantes en las Encartaciones en yacimientos de Ventalaperra (Carranza) y Arenaza (Galdames). En origen, las Encartaciones estaban habitadas por la tribu prerromana de los autrigones. Los romanos se asentaron en las Encartaciones en el 25 a. C. por ser este lugar estratégico para las rutas comerciales que unían el interior con el puerto de Flaviobriga (Castro Urdiales), construyendo una calzada que atravesaba la comarca por Avellaneda (se conserva parte de la calzada y algún milliarium). Las Encartaciones fueron objeto de atención por parte de autores célebres de la antigüedad romana, como Ptolomeo, Dión Casio, Pomponio Mela, Paulo Orosio, Plinio el Viejo y Paulo Emilio.

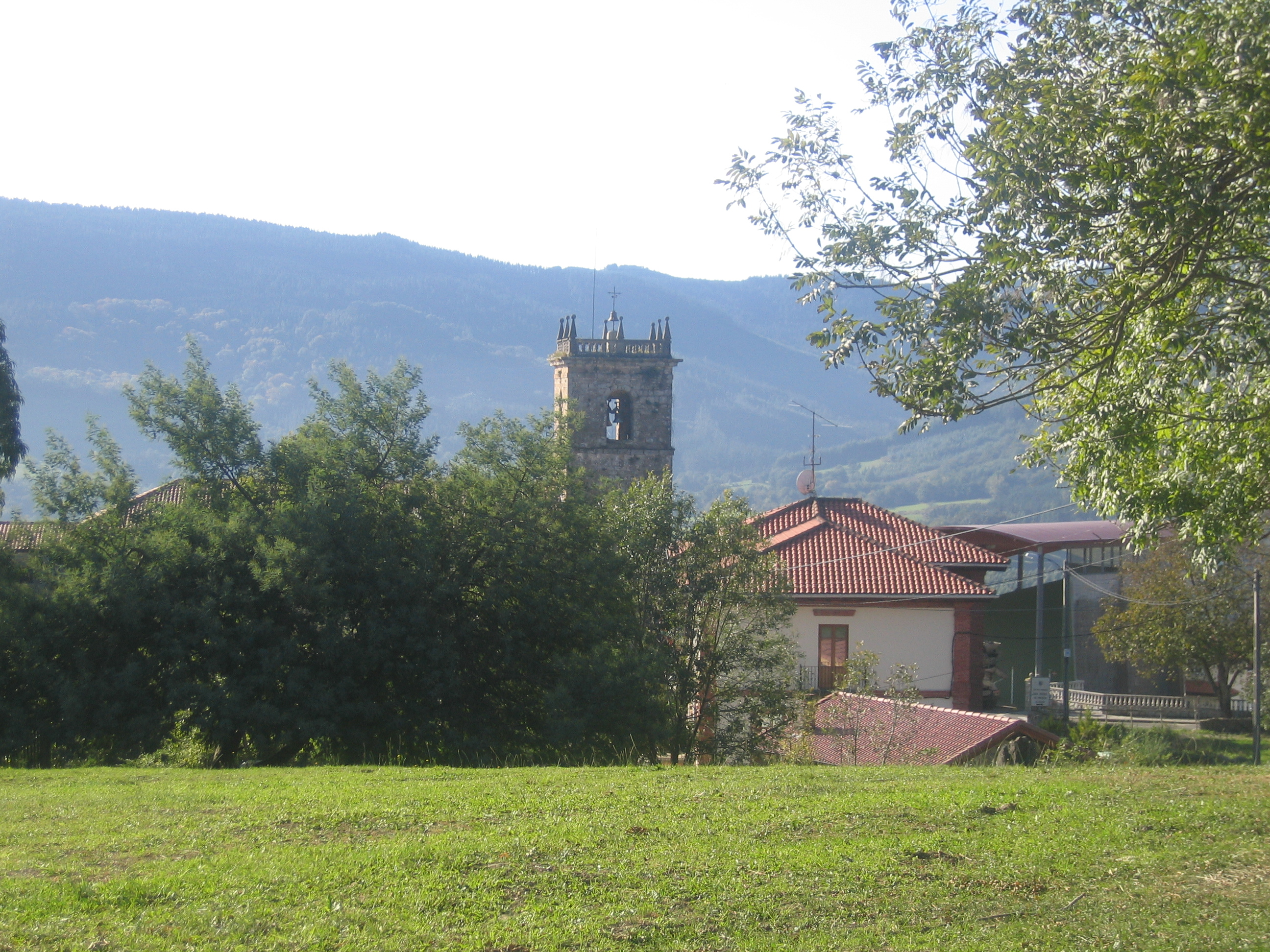
San Miguel de Linares (Arcentales).

La riqueza de las Encartaciones no es poca: fértil tierra en muchos lugares, muy propicia para frutales y cosechas de patata, alubia, tomate, pimiento y verduras... chacolí (vino del país, txakolin en euskera) que en otros tiempos alcanzó una producción de doscientas mil cántaras anuales. Terreno montañoso con buenos pastos para el ganado. Canteras y minas de hierro y otros metales, algunas explotadas ya en tiempo de los romanos. Hay una cordillera que, arrancando del valle de Somorrostro, se dirige hacia el mediodía, y tocando en la ribera izquierda del río Cadagua, se encorva inclinándose al oeste sus dos extremos, como para formar amoroso regazo a los concejos de Galdames y de Sopuerta, y después de haberlo formado se desvanece al sur del segundo de los dichos concejos. El arranque de esta cordillera, que lleva el nombre de Triano, es aquel que admiró hace dos mil años el naturalista Plinio el Viejo, cuando dijo que en la parte marítima de Cantabria, bañada por el océano, había un monte quebrado y alto, tan abundante en hierro, que todo él era de esta materia. Entre la riqueza natural de las Encartaciones destaca el parque natural de Armañón.
Como atestigua la tradición, el euskera también se habló en Las Encartaciones. Aunque su extinción total de esta tierra data del siglo XIX, con la desaparición de los últimos vestigios del euskera en Gordejuela (según dicen, la última hablante de euskera encartada fue Simona Unanue, natural de Gordejuela, fallecida en 1850), ya en el siglo XVII estaba prácticamente extinguido con algún núcleo conservado en Galdames. En realidad, existen dos zonas lingüísticas bastante bien definidas en la comarca: una al oeste, formada por los municipios de Valmaseda, Carranza, Lanestosa, Trucíos y Arcentales, donde no está constatada la presencia histórica de la lengua vasca, y otra al este, en el resto de los municipios, donde existen pruebas históricas y toponímicas que atestiguan el uso del euskera. Así pues, las Encartaciones han sido durante toda la historia la comarca castellanoparlante por antonomasia de Vizcaya, debido a su posición geográfica extrema cercana a Castilla, cuya cultura ha influido y formado una idiosincrasia propia en Las Encartaciones como fruto de la confluencia de las dos tradiciones culturales: castellana y vasca.
Los datos de que se dispone acerca de la situación lingüística actual de la comarca son los siguientes:
|                   | Vascohablantes | Bilingües pasivos | Monolingües castellanoparlantes |
| ----------------- | -------------- | ----------------- | ------------------------------- |
| Las Encartaciones | 4,2 %          | 12,9 %            | 82,9 %                          |

| Utilización de las lenguas | Euskera | Castellano |
| -------------------------- | ------- | ---------- |
| Las Encartaciones          | 4,2 %   | 95,8 %     |

| Conocimiento del euskera |
| ------------------------ |
| 17,1 %                   |

Fuente: CID ABASOLO, Carlos; «Las fronteras de la lengua vasca a lo largo de la historia», Revista de Filología Románica, 2002, 19, 15-36, ISSN 0212-999X.

## Cultura mitológica
Las Encartaciones es lugar rico en tradiciones supersticiosas, sucesos de brujería, males de ojo y demás leyendas conocidas por su cultura popular, como «el palacio de las brujas» (Palacio de los Hurtado Amézaga) del municipio de Güeñes o «el pueblo de los brujos» del municipio de Zalla. Estas creencias han sobrevivido hasta el siglo XXI de manos de escultores, escritores y artistas que han nacido y crecido con la magia de la mitología encartada.

## La identidad histórica encartada

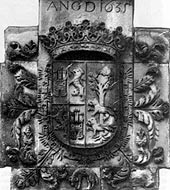
Escudo de Las Encartaciones (hoy de Sopuerta). Escudo partido de Castilla y de Vizcaya, rodeado por el Toisón de Oro y por timbre una corona condal.

En origen, Las Encartaciones no estaban habitadas por la tribu prerromana de los caristios, propia del resto de Vizcaya, sino por los autrigones, formando parte del convento jurídico cluniensis, con sede en Clunia, tras la conquista de los cántabros por el emperador Augusto, que asolaban el territorio de los autrigones, aliados a Roma. Tras la caída del Imperio romano de Occidente en 476 d. C., el reino de Tolosa comenzaría a depredar territorios peninsulares de Tarraconensis, que agregaría a su dominio. Las Encartaciones, al igual que el resto de los territorios hispanorromanos a lo largo de la cordillera y costa norte, como el vecino senado de Cantabria con sede en Amaya, permanecieron independientes otro siglo hasta el asedio y captura de Cantabria y los vascones, con el consiguiente establecimiento del Ducado de Cantabria y Victoriacum para ejercer el dominio militar y social a través de magnates nobiliarios del reino sucesor visigodo en Toledo. 
Este sistema se desplomaría tras un siglo con la llegada de los africanos de Tariq y Muza, que reducirían a las jerarquías toledanas a limitados refugios en las actuales Asturias y Galicia.
Las Encartaciones, al igual que el resto del norte, desde la Transmiera hasta Navarra, permanecieron independientes de dominio sarraceno hasta la creación del Reino de Asturias y la alianza posterior que establecerian al enlazar matrimonialmente con la familia magnate dominante (al parecer rama de los duques de Aquitania) en su territorio entre vascones o vasconizados, según otros.
En los orígenes de Vizcaya, Las Encartaciones ya parecían tener una existencia independiente a la del conjunto del territorio. En la Crónica de Alfonso III, rey asturiano, los términos de Sopuerta (Subporta) y Carranza (Carrantium) ya aparecen como no integrantes de la incipiente realidad de Bizkaj (Vizcaya). A los que declaran como entidades que se mantuvieron independientes y posesiones de sí mismos, a la caída del Reino de Toledo. En los primeros siglos del Medievo, fueron, sin embargo, sus magnates parte del dominio de los soberanos de Pamplona. A mediados del siglo XI, con la familia real navarra establecida en ambos tronos, el de castellano-leoneses y el de navarro-aragoneses, la familia dominante en territorios de Vizcaya y Álava se dividiria entre los llamados posteriormente como los Salcedo y los Haro, que serían los senniores en Ayala (y Las Encartaciones) y en Vizcaya, respectivamente.
En plena Edad Media, Las Encartaciones mostraban una realidad más compleja que la del resto de Vizcaya, estando divididas en diversos señoríos feudales, vinculados primero a la monarquía asturiana y, luego, a la castellana. Paulatinamente, estos señoríos irán vinculándose al Señorío de Vizcaya mediante donaciones o matrimonios con la dinastía vizcaína de los Haro. Ya para el siglo XIII, los Haro controlaban de forma evidente Las Encartaciones. A partir de ese momento, Las Encartaciones van a seguir un proceso que, no sin la resistencia de parte de su población, acabará incorporándolas definitivamente a Vizcaya en 1804.
En los primeros tiempos, a las Juntas Generales del Señorío de Vizcaya podían acudir todos los vizcaínos a voluntad e indeterminadamente para tratar de problemas comunes. Se celebraban estas juntas a veces bajo el árbol de Arechabalgana, cerca de Murga, y más comúnmente bajo el árbol de Guernica. Se convocaba a Junta tañendo las cinco bocinas, que según la tradición de la tierra, se tocaban en las cumbres del Gorbea, Oiz, Sollube, Ganecogorta y Coliza.
Cuando la Junta General de Vizcaya, establecida ya definitivamente bajo el árbol de Guernica, se constituye por representantes de todas las anteiglesias personificadas en ella por un solo apoderado de cada una con poder y voto, cosa que no debió de ser definitiva hasta final del siglo XV o XVI. Los encartados, que para tratar asuntos de interés general solían acudir a aquellas asambleas como todos los vizcaínos, pero que acostumbraban también a reunirse en junta general bajo el roble de Avellaneda, al igual que como otras merindades se reunían en otros lugares, a pesar de esto mantuvieron su Junta General de Avellaneda, y las repúblicas de Las Encartaciones no enviaban cada una a sus respectivos apoderados a la Junta de Guernica, tal como se hacía en las anteiglesias de la Tierra Llana vizcaína, sino que, conservando su personalidad como encartación, se presentaba en las juntas del señorío un solo apoderado (que les representaba a todas como Encartaciones) y con una capacidad de voto general, conforme a las costumbres antiguas, para tratar los asuntos que afectaran a todos los vizcaínos. Este apoderado era el Síndico de las Encartaciones.
Así que si bien se tiene que en las Juntas Generales, Las Encartaciones también eran representadas por un síndico, esto en cuanto a los Regimientos Generales (aunque en realidad no acudía todos; había por ejemplo los Regimientos Generales de la Tierra Llana en la que no tenía representación, por no pertenecer a ella) y en las Juntas de Merindades. En tanto que si era llamada la tierra encartada al examen de cuentas de gastos generales, donde el Síndico de la Encartación solía acudir acompañado de un contador que la Junta de Avellaneda le designaba como acompañante. A todas estas reuniones de interés común acudía también con voz y voto el Síndico de la Encartación.

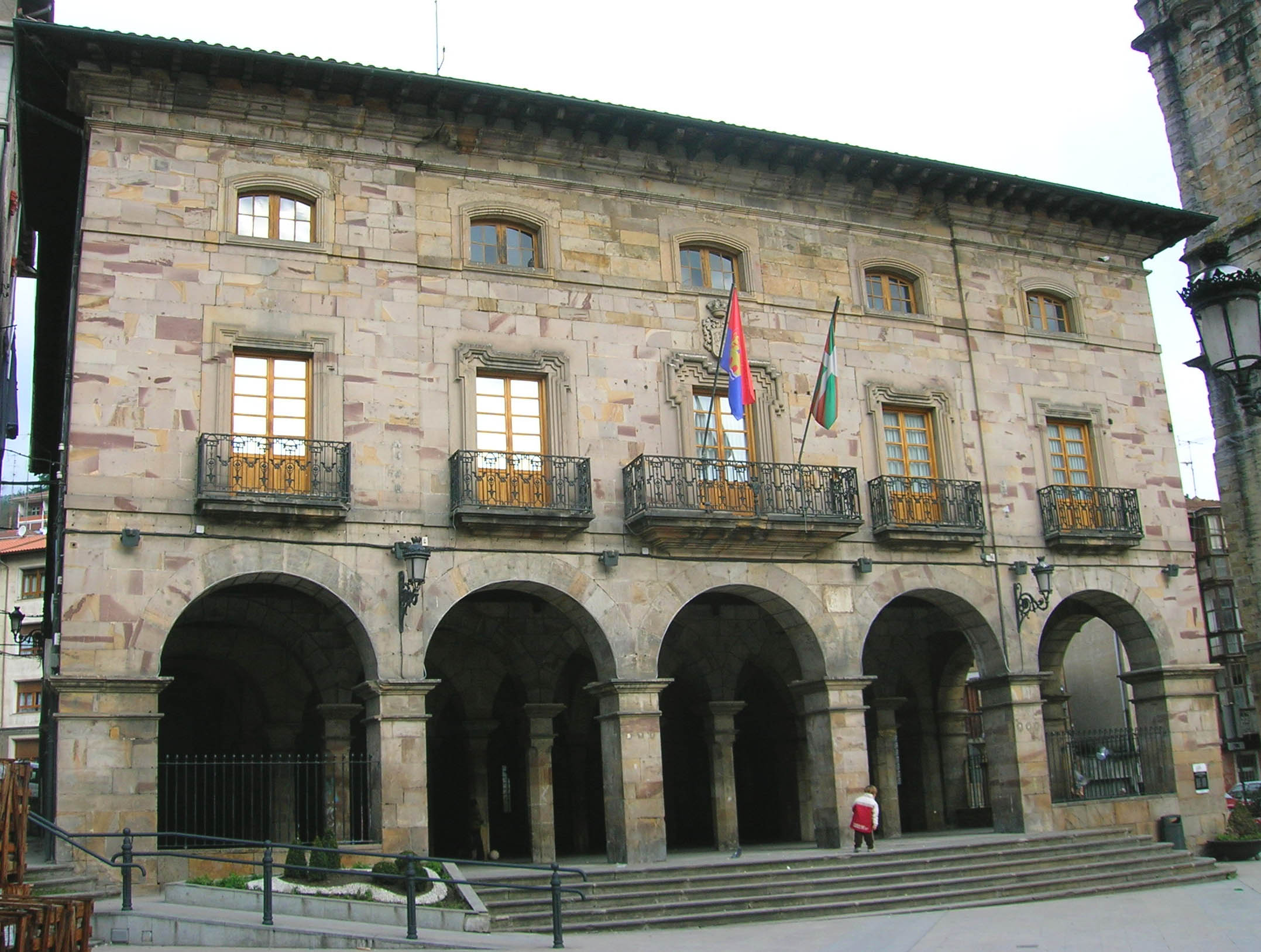
Ayuntamiento de Valmaseda

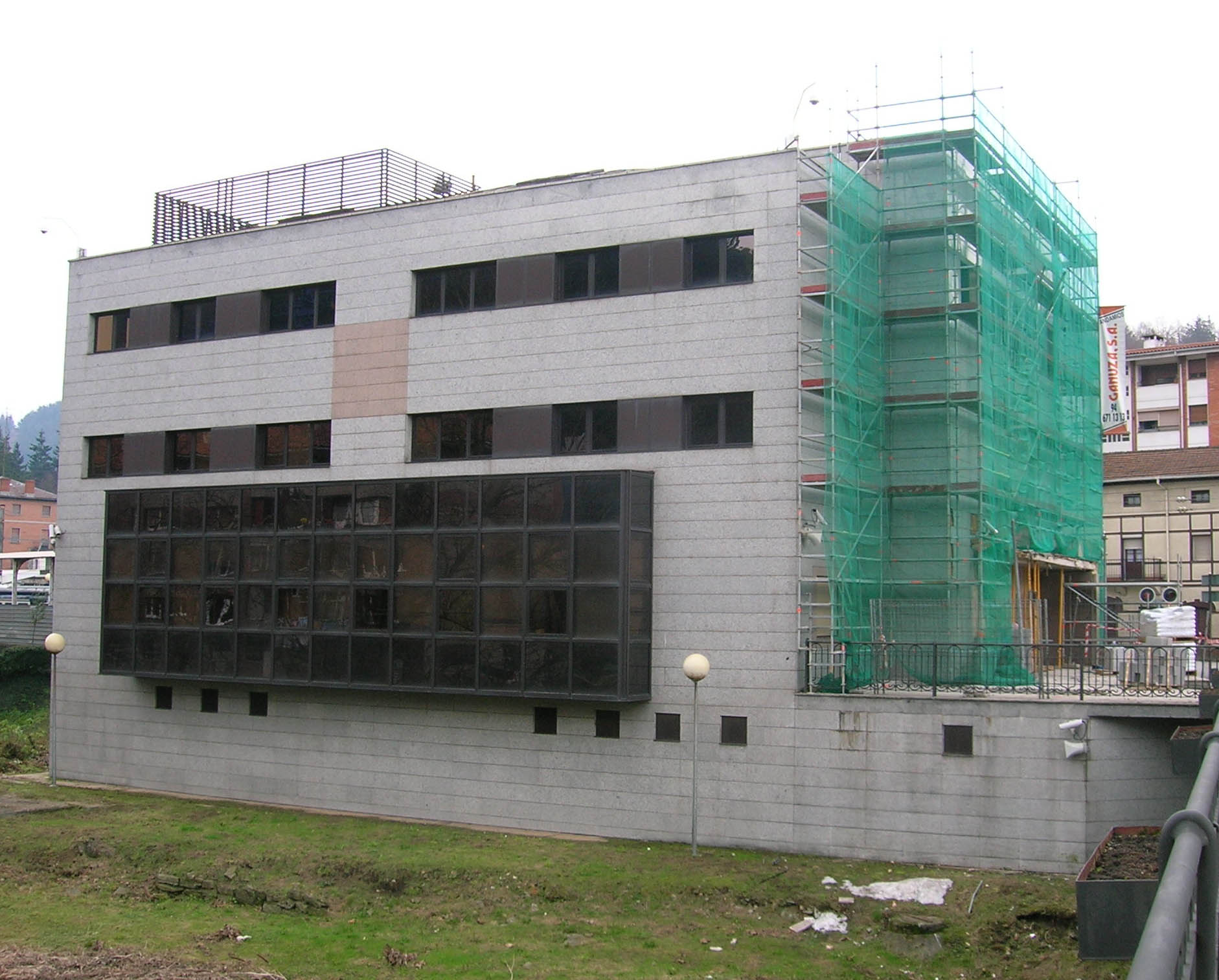
Palacio de Justicia de Valmaseda, cabeza del partido judicial

Composición de los ayuntamientos encartados (elecciones municipales de 2019)
| #  | MUNICIPIO  | PNV | Bildu | PSE-EE | Aralar | CLI | KZ | A.E.I.S. | aG | T.B. |
| -- | ---------- | --- | ----- | ------ | ------ | --- | -- | -------- | -- | ---- |
| 1  | Valmaseda  | 5   | 1     | 1      |        | 6   |    |          |    |      |
| 2  | Carranza   | 4   |       |        |        |     | 7  |          |    |      |
| 3  | Arcentales | 4   | 3     |        |        |     |    |          |    |      |
| 4  | Güeñes     | 6   | 5     | 1      |        |     |    |          |    |      |
| 5  | Zalla      | 6   | 1     | 1      | 5      |     |    |          |    |      |
| 6  | Sopuerta   | 4   | 4     |        |        |     |    | 3        |    |      |
| 7  | Galdames   | 4   | 3     |        |        |     |    |          |    |      |
| 8  | Gordejuela | 6   | 3     |        |        |     |    |          |    |      |
| 9  | Trucios    | 5   |       |        |        |     |    |          |    | 2    |
| 10 | Lanestosa  | 5   | 2     |        |        |     |    |          |    |      |

En negrita la lista más votada:
- CLI: Candidatura Local Independiente de Valmaseda
- KZ:  Karrantza Zabala de Carranza
- PNV: Arcentales
- PNV: Güeñes
- PNV: Zalla
- PNV: Sopuerta
- PNV: Galdames
- PNV: Gordejuela
- PNV: Trucios
- PNV: Lanestosa

## Junta General de Avellaneda

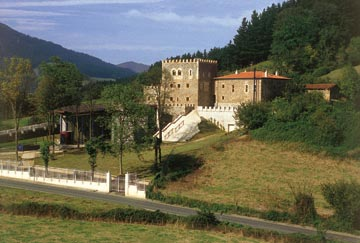
Casa de Juntas de Avellaneda.

La importancia de la Avellaneda en la historia de Las Encartaciones deriva de haberse centrado en este barrio de la feligresía de San Bartolomé, en su Casa de Juntas, hoy conocida como Museo de las Encartaciones, la vida política y jurídica de Las Encartaciones.
En la eminencia de Avellaneda, junto a la famosa torre de este nombre, se alzaba un árbol santo bajo el que se congregaban los primitivos encartados para legislar y gobernar sus repúblicas. Más tarde, y al lado del árbol, se construyó la casa o consistorio en que celebraba sus juntas la Merindad al resguardo de las inclemencias meteorológicas.
En principio, las diez pequeñas repúblicas se gobernaban con una administración simple y elemental, de costumbres y uso, reuniéndose en Concejo abierto previa convocatoria de vecinos, que presidían los más ancianos, versados o entendidos. Estos Concejos llegaron a ser entidades perfectamente constituidas y organizadas, cuyas asambleas se celebraban con solemnidad. Tenían lugar entre las puertas de las iglesias y bajo los árboles notables:
Lugares de celebración de los concejos
| #  | REPÚBLICA           | CONCEJO                                      |
| -- | ------------------- | -------------------------------------------- |
| 1  | Los Tres Concejos   | Ermita de San Bernabé (Campo de Urioste)     |
| 2  | Los Cuatro Concejos | Fuente de Musques o campo del Casal          |
| 3  | Carranza            | Encino de Soscaño o campo de Concha          |
| 4  | Gordejuela          | Iglesia San Juan de Molinar                  |
| 5  | Trucios             | Iglesia San Pedro de Romaña                  |
| 6  | Arcentales          | Árbol de San Miguel de Linares               |
| 7  | Güeñes              | Iglesia de Nuestra Señora                    |
| 8  | Zalla               | Iglesia San Miguel Arcángel o puente de Lusa |
| 9  | Galdames            | Iglesia de San Pedro de Galdames             |
| 10 | Sopuerta            | Fuente de El Carral                          |

Por la unión de todos se constituyó la Junta de Avellaneda para la defensa y administración de intereses comunes y del propio Fuero. Desde la cumbre del monte Coliza, equidistante de Arcentales, Galdames, Gordejuela y Trucios, se convocaba a toque de cuerno y con una hoguera, encendida para el caso, a la Junta General. Probablemente en los tiempos más antiguos era esta una asamblea abierta a la que acudían con iguales atribuciones los hijosdalgo, título que derivaba de la propiedad de la tierra y el ejercicio como propietarios de ella. Más tarde, a pesar de nombrar cada república su apoderado, también tuvieron acceso a la Junta todos los hijosdalgo, pero sin derecho a deliberar, ni votar, ni decidir. Por último, ya desde 1596 se opta para que solo asistan a ella «los oficiales de la junta que tuvieran voto», y aunque costó algún tiempo, llegó a conseguirse.

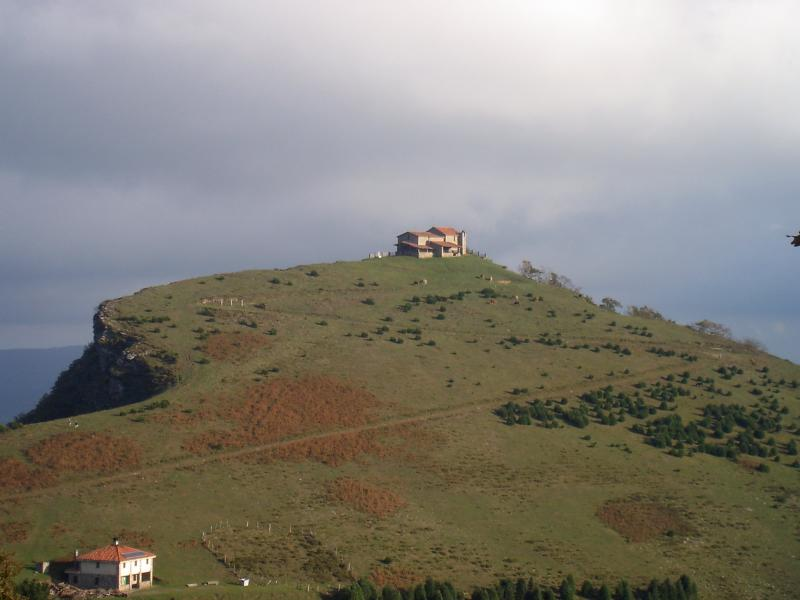
El monte bocinero Coliza.

La Junta de Avellaneda era el más alto organismo de gobierno de Las Encartaciones. Se componía de diez apoderados de las diez repúblicas, más un procurador síndico y un escribano de Junta. Las asambleas las presidía el Teniente de Corregidor o Alcalde Mayor, y las convocaba el Síndico por medio de avisos a los Concejos. Antes de celebrarse la Junta se decía misa en la capilla del Ángel.
Al principio regentaba y administraba justicia en el territorio encartado el Prestamero Mayor de Vizcaya. Con el establecimiento del Corregimiento en Vizcaya y de sus Tenientes Generales en 1401, existió un Teniente General o Alcalde Mayor que no podía ser vizcaíno, sino de la otra banda del Ebro. Este residía en Avellaneda. Se trataba de un hombre versado en letras y de nombramiento real que conocía y juzgaba causas civiles, criminales, políticas, gubernativas y militares sin excepción alguna. De su sentencia se podía apelar a la del Corregidor, suprema autoridad de Juez mayor que representaba a la autoridad real y que residía en la Chancillería de Valladolid.

## Fuero de las Encartaciones
El Fuero de Uso y Costumbres por el que se gobernaban Las Encartaciones se redujo a escritura en 1394, cincuenta y ocho años antes de que se escribiera el fuero de Vizcaya. Esta primera Ordenanza de Las Encartaciones, o Fuero, escrito bajo los auspicios del Corregidor Gonzalo Moro, se componía de 45 artículos o apartados. Para su escritura se tuvo en cuenta la Ordenanza de la Hermandad de Vizcaya, encabezándola un proemio, modificándose algunas penas, intercalando en sus capítulos algunas disposiciones propias y añadiendo algunas leyes de carácter civil. El proemio nos da cuenta del desorden social reinante en aquel entonces y de la causa por la que se escribe el Fuero:

En el nombre de Dios, amén. Porque los buenos homes de Las Encartaciones en justicia quieren vivir, y los Fueros antiguos por no ser reducidos a escritura son olvidados e han usado algunos que son contra derecho e son en grande relevamiento de los males por se atrever a facer muchos maleficios por esfuerzo de tales usos que les no daban pena alguna, por la cual razón los buenos homes de Las Encartaciones no se atreven a venir por que los malos con su malicia son multiplicados y los buenos que en paz quieren vivir son abajados. Por ende acordaron todos estando juntos en la Junta General de Avellaneda, según que lo han de uso e costumbre de se juntar, con el doctor Gonzalo Moro, oidor de la audiencia de nuestro Señor el Rey, e corregidor e veedor de Vizcaya e de Las Encartaciones e en Guipúzcoa, de ordenar estos capítulos de este cuaderno para que por ellos de aquí adelante se rijan e mantengan en justicia, entendimiento de suplicar a la merced del dicho Señor Rey para que les dé e confirme estos capítulos e cuadernio por Fuero.

En este Fuero se afirma clara y terminantemente que a la Junta de Avellaneda compete el derecho de determinar cuál es la ley de Las Encartaciones, y la suprema interpretación de la misma.
Igualmente se reservan los encartados el derecho de que ningún juez ni tribunal haya de entender en sus causas así civiles como criminales en primera instancia, sino los alcaldes de los Valles y Concejos y el Teniente de Avellaneda, no pudiendo de este modo ser sacados de la tierra, ni obligados a comparecer ante tribunal de fuera, prerrogativa que dio lugar a las mayores desavenencias y más enconados pleitos con el Corregidor y con la Junta de Guernica.
Este Fuero lo confirmaron los Reyes Católicos en 1473 y 1476.

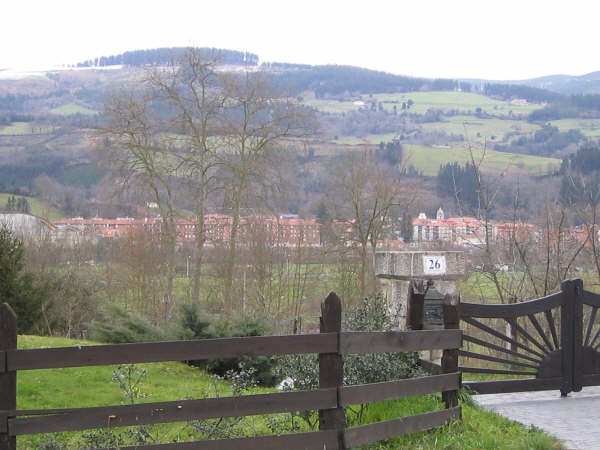
Zalla.

Provocada esta compilación de leyes por las circunstancias en que se desarrollaba la vida de la región, debido a las luchas de banderizos, resultó un código rígido y severo. Se trataba de castigar a los banderizos y a quienes sacaban partida de esta perturbación, los malhechores de oficio que hallaban ancho campo a sus desmanes y vivían impunes. Siete capítulos del Fuero tratan de los acotados y de su seguimiento; y dos de los que piden limosna en los caminos y en las casas y ferrerías. Entre las penas que se prescriben, además de la de muerte (en ocasiones por motivos no proporcionados), he aquí algunas: cortar el puño de la mano derecha al que levante ruido y sacase armas mientras se celebraba Junta o Concejos públicos; arrancar públicamente los dientes, de cada cinco uno, al testigo falso; hacer tres cruces en el rostro con un hierro candente, una en la frente y una en cada faz por el delito de bigamia; cortar al ladrón las orejas a raíz del casco o la hoguera por brujería. 
Este Fuero tan inhumano fue reformado bajo los auspicios del corregidor Francisco Pérez Vargas en el año 1503, constando el nuevo Fuero de 112 artículos con su correspondiente proemio, que comienza así:

En el nombre de Dios y de la gloriosa Virgen Nuestra Señora su Madre, amén. Este es el Fuero y cuaderno de Las Encartaciones sacado de los Fueros antiguos e de los buenos usos e costumbres, que los fijosdalgo de Las Encartaciones de antiguo e inmemorial tiempo acá han tenido y usado y guardado: los cuales según la calidad de la tierra e de la disposición e gente de ella se han fallado e se fallan ser muy útiles y provechosos y convenientes y necesarios, para la buena gobernación e paz e sosiego de la dicha tierra e de los vecinos e moradores de ella, según la experiencia que es madre de todas las cosas, lo han demostrado e demuestra cada día...

Este Fuero reformado no es ya un código exclusivamente penal, la parte civil es la más extensa. Está dividido en dos partes: la primera lleva de título Fuero Biejo de Las Encartaciones de Vizcaya, y la segunda Fuero de Albedrío. Ambas partes están subdivididas en títulos y leyes. Si comparamos esta reforma con el Cuaderno Viejo de Vizcaya, hemos de decir que es el Fuero de Vizcaya en todo lo sustancial. En pleitos posteriores saldrá a colación que el tal Fuero reformado no tenía confirmación real; lo que era cierto, pues aunque fue código legal de los encartados, no estaba confirmado por el Señor, ni siquiera había sido presentado a la confirmación.
El Fuero reformado no tuvo mucha vida (setenta años y poco más), pues en 1574, reunidos los encartados en la Junta de Avellaneda, acordaron que se guardase en Las Encartaciones en toda su integridad el Fuero de Vizcaya que había sido redactado por última vez en 1526, lo que no se hizo sin dificultades. Por fin, en el año 1576 concertaron —para la observancia del mismo— un arreglo con el Señorío por escritura pública, que se extendió en la villa de Bilbao el 30 de agosto. Desde esta fecha La Encartación contó con dos Fueros, si bien el antiguo se redujo a mero documento, observándose el Fuero de Vizcaya, sin menoscabo del propio gobierno y jurisdicción de la Encartación.

## La integración total en Vizcaya

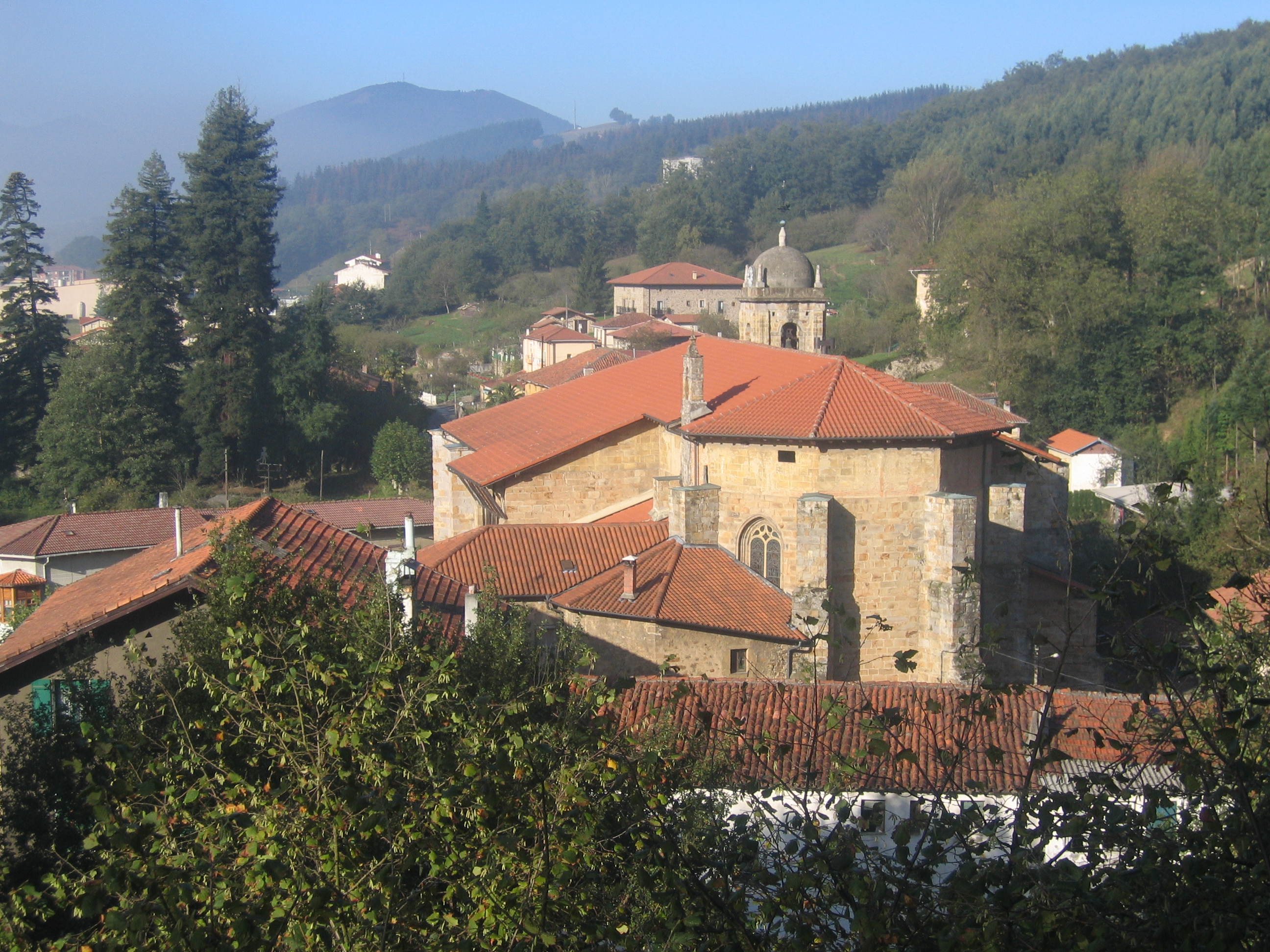
Güeñes.

No solo Las Encartaciones mantuvieron discordias y pleitos por un largo periodo de 250 años en sus relaciones, a veces muy tensas, con el Señorío, bien con ocasión de gastos generales, bien con motivo del ejercicio de jurisdicciones, sino que entre las repúblicas encartadas surgieron desavenencias cuando había lugar. Así sucedió por el año 1628 al tratar las villas y ciudad de llevar a feliz término su capitulado de concordia con el Señorío. En tal circunstancia, el Síndico de la Encartación propuso en la Junta de Avellaneda la conveniencia de unirse ellos también a Guernica totalmente. Pero se rechazó tal unión. Se volvió a suscitar el año 1629 la cuestión por parte del Señorío, pero la Junta de Avellaneda decretó que «a la dicha Encartación no le estaba bien dicha unión y se haga la contradicción necesaria».
Oposición tan decidida no procedía, sin embargo, de todos los Concejos. Algunos deseaban unirse a la Junta de Guernica. Como la Junta de Avellaneda ni por unanimidad, ni por mayoría llegó a aprobar la unión, hubo Concejos que la intentaron particularmente. El resultado fue que el 17 de septiembre de 1642 lo logró el valle de Gordejuela y posteriormente el Concejo de Güeñes que ya de antes lo había solicitado. El ejemplo de Güeñes y Gordejuela fue imitado por Zalla, que se incorporó el 6 de noviembre de 1668, Galdames que lo hizo en octubre de 1672, la república de los Tres Concejos de Somorrostro que se unió la última de las cinco, aunque lo había intentado de las primeras. Estas repúblicas, cada una individualmente, fueron igualadas a las 72 anteiglesias de la Junta de Guernica, conservando a la vez la jurisdicción del Teniente y Audiencia y su gobierno particular.
Quedaron así Las Encartaciones divididas en dos partes: repúblicas unidas y no unidas, quebrantándose enormemente la unidad política y dificultándose la económica, al contribuir las repúblicas unidas a los gastos del Señorío, con las anteiglesias, en los repartimientos por fogueras, y negarse a hacerlo en lo que respectaba a los gastos de la Junta de Avellaneda. Los pleitos que se suscitaron en tal situación afortunadamente no duraron mucho, pues el 25 de agosto de 1699 se hizo un concierto por el que las cinco repúblicas sumadas a la Junta de Guernica formaban parte de ambas Juntas: de Guernica y de Avellaneda, satisfaciendo aquí también los correspondientes costos.

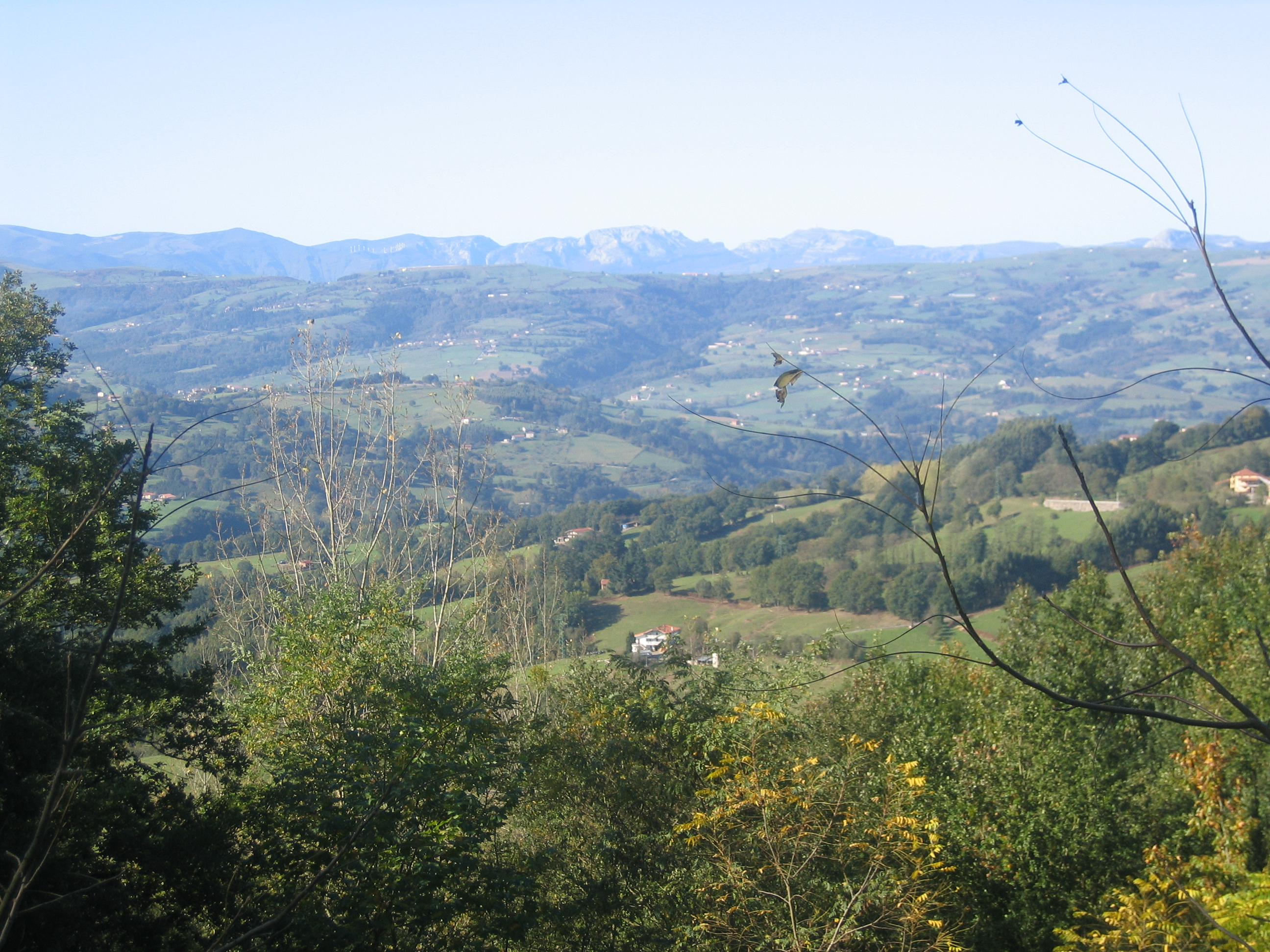
Valle de Carranza.

¿Qué razones alegaban las repúblicas no unidas para tal tenacidad a oponerse a la incorporación total de Las Encartaciones a la Junta de Guernica? En las actas del año 1639 del Concejo de Trucios se da la explicación:

...que a la utilidad de esta república, buen gobierno de ella, conviene no se haga la unión... porque con evidencia se conoce el gran daño que a estas Encartaciones resultaría perpetuamente de la dicha unión, ansí en los grandes gastos y continuos repartimientos que el señorío echaría y en que se obliguen a contribuir incansablemente, como en que se va a perder la autoridad de esta república, en gobernarse de por sí, y ser dueña, y señora, y siéndolo sujetarse a que otro la gobierne... y por que esta república no necesita de más oficios y honores que los que tiene, siendo, como es notable su antigua nobleza, y que los antecesores, que más bien miraron este punto, ganando cartas executorias ilustres, no quisieron venir en la unión, aunque muchos años que se propuso, reconociendo, como se reconoce, no les convenir.

Sin duda, no pensaban lo mismo las cinco repúblicas que solicitaron la unión con la Junta de Guernica. ¿Por qué? Es de tener en cuenta el hecho de que los mayores pleitos entre la Junta de Guernica y la de Avellaneda se dieron, en lo que respecta a la explotación minera, cuando las cinco repúblicas dichas estaban unidas a la Junta de Guernica. La industria ferrona de Las Encartaciones era tenida por estas como patrimonio exclusivo, mientras que, por su parte, la Junta de Guernica, como quien poseyere el alto dominio de todo el Señorío, se arrogaba autoridad para legislar sobre lo que ella juzgaba pertenecer al patrimonio común, coartando y modificando las disposiciones de la Junta de Avellaneda, propietaria de la tierra y que en esta propiedad basaba el fundamento de su autoridad y dominio sobre la misma, manteniendo el derecho de dominio exclusivo sobre los minerales y sosteniendo en su defensa una lucha no ininterrumpida contra lo que juzgaba intromisión injustificada del Señorío.
Pero en 1738 surgieron diferencias entre el Señorío y las repúblicas unidas a causa de repartimientos de gastos. Al no llegarse a una solución satisfactoria, las cinco repúblicas unidas de Las Encartaciones acordaron apartarse en bloque como estaban antes de su incorporación a la Junta de Guernica. Como resultado de este acuerdo, y separadas las cinco repúblicas encartadas del gobierno del señorío, se concertó una nueva escritura de concordia entre este y Las Encartaciones para regular las relaciones entre ambas partes y evitar discordias que pudieran sobrevenir posteriormente. Por esta escritura se rescinden las escrituras particulares de unión de las cinco repúblicas que habían estado unidas. Así quedan en el estado en que estaban con respecto al conjunto de Las Encartaciones.
Igualmente se estipula la cantidad que Las Encartaciones han de pagar al Señorío a fin de contribuir a los gastos generales. Por otra parte, Las Encartaciones costearán, como siempre, sus propios gastos particulares y la conservación y defensa de los fuertes y fortines de la costa encartada, desde el confín de Portugalete hasta Castro Urdiales. Se les concede, sin embargo, la tercera parte del remanente líquido del arbitrio de la vena, que el Señorío percibía. Este convenio se concertó en Guernica el 21 de julio de 1740, se ratificó en Avellaneda el 2 de agosto y se elevó a escritura pública el 19 del mismo mes, confirmándolo el rey Felipe V, el 22 de noviembre de 1741.

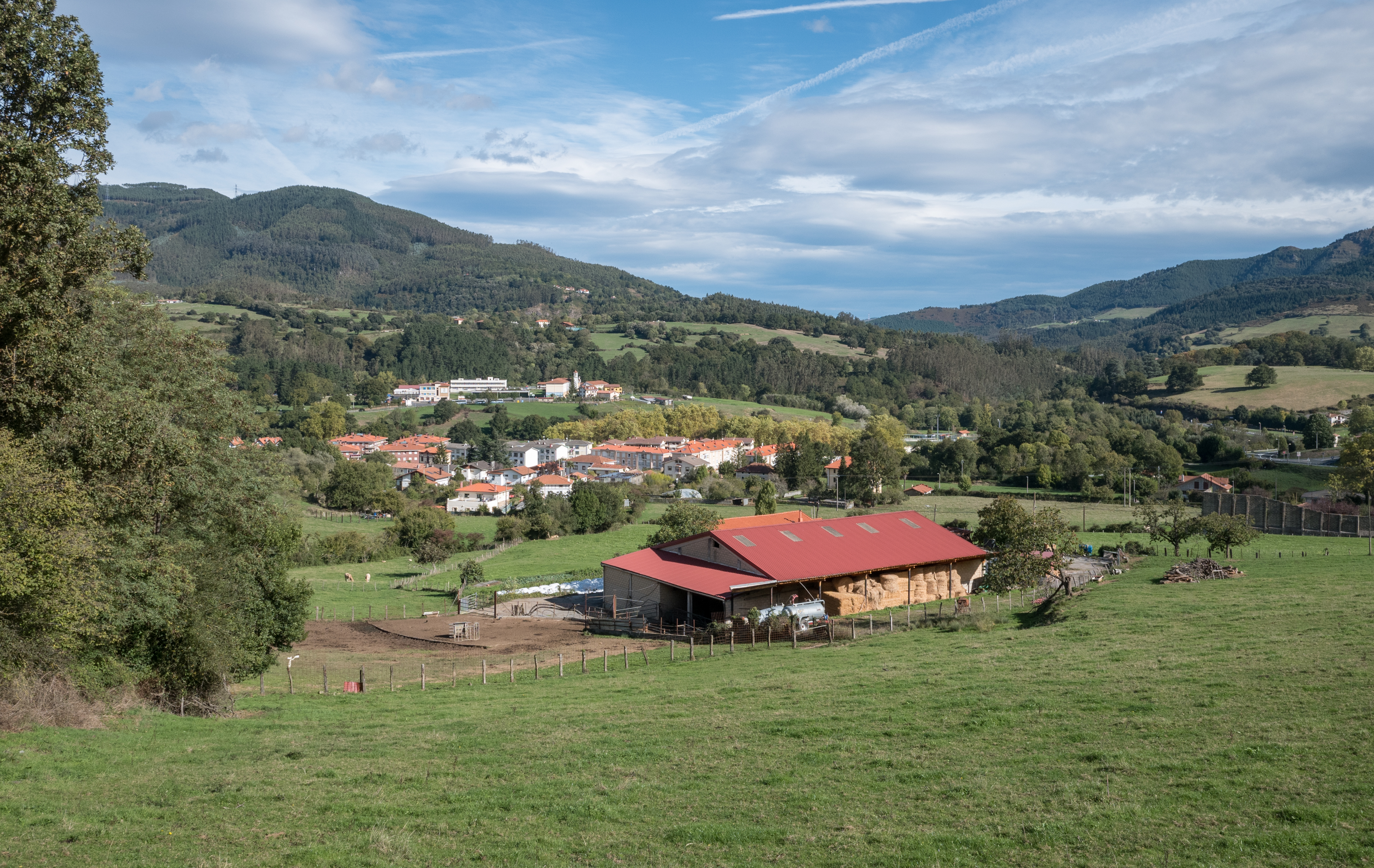
Sopuerta.

En 1768 la república de los Tres Concejos de Somorrostro intentó de nuevo separarse de la Junta de Avellaneda pero no pudo lograrlo. Próximo estaba, sin embargo, el día en que la Junta de Avellaneda iba a perder la importancia que antiguamente había ostentado. El año 1799 los siete concejos del valle de Somorrostro y los valles de Gordejuela y Carranza se incorporan a la Junta de Guernica con omnímoda y perpetua unión a su gobierno y con separación definitiva de la Junta de las Encartaciones; en 1800 lo hicieron de igual modo el Concejo de Güeñes y el valle de Trucios; y las restantes repúblicas, reticentes, Galdames, Zalla, Arcentales y Sopuerta se incorporaron también el mismo año por una Real Orden de 15 de octubre.
A partir de 1804, concluidos los pleitos provenientes de algunos disconformes, quedaron total y definitivamente incorporadas todas las repúblicas encartadas a la Junta de Guernica. Desde esta fecha, los Valles y Concejos encartados formaron parte, individualmente, de la Junta de Guernica, vivieron en lo sucesivo en las mismas condiciones y con los mismos derechos y deberes que la Tierra Llana vizcaína, teniendo voto activo y pasivo en las Juntas Generales de Vizcaya y formando un grupo o merindad con el título de Encartaciones. Conservaron los encartados su Audiencia de Avellaneda y su cárcel propia; mas la Junta de Avellaneda perdió su personalidad con beneficio a la unidad política de Vizcaya.

## Estatuto de Autonomía de las Encartaciones

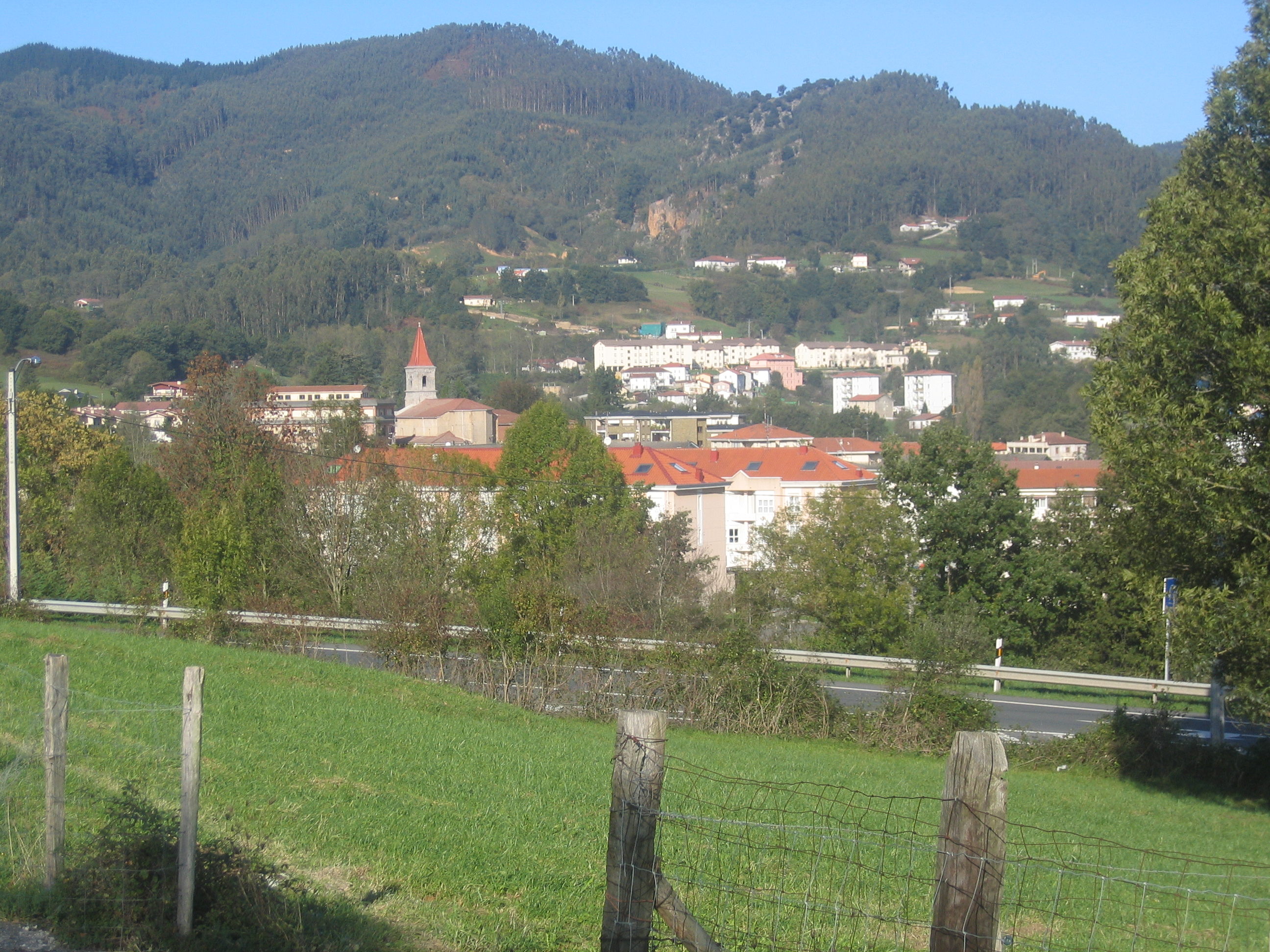
Sopuerta

Los intentos autonomistas en las Encartaciones nacieron en Portugalete, como oposición al Estatuto Vasco-Navarro de Estella, aprobado por nacionalistas vascos y tradicionalistas. El Ayuntamiento de Portugalete, en sesión celebrada el 18 de julio de 1931, acordó «por razones de orden tradicional, históricas y geográficas» el derecho de Las Encartaciones a gobernarse por sí mismas, así como la convocatoria de una asamblea de municipios para tratar el tema.
Esta asamblea se celebró en Sopuerta el 9 de agosto del mismo año de 1931, a la que asistieron los municipios de Trucios, Arcentales, Galdames, Sopuerta, Baracaldo, Sestao, Portugalete, San Salvador del Valle, Abanto y Ciérvana, Santurce, Ortuella y Musques, además de Basauri, pese a no pertenecer a Las Encartaciones. Valmaseda, Zalla y Güeñes decidieron esperar el resultado del proceso vasco antes de manifestarse, aunque considerando la iniciativa «del mayor interés». En esta asamblea se aprobó un anteproyecto de Estatuto de Autonomía, dividido en bases, en las que se prevé la autonomía encartada dentro de la Segunda República española.
En la base primera, el anteproyecto señala un régimen político plenamente democrático, donde los municipios que lo deseen formarán parte de la autonomía encartada, así como sus ciudadanos, que tendrán el castellano como lengua oficial, sin menosprecio de ninguna otra de uso popular. Del mismo modo, la base primera asienta el poder político regional en la Constitución de la República. La base segunda establece el régimen autonómico, un gobierno (Consejo Ejecutivo) y un parlamento (Junta de Representantes) ambos avalados por el Gobierno central. En la base tercera, se establece la administración local y la organización de los municipios. En la cuarta, la administración de justicia, que le corresponde al Gobierno de la República, igual que en la base quinta la Hacienda, a la espera de nuevo régimen tributario. La base sexta versa sobre el régimen social, la séptima sobre educación y la octava de las relaciones con el Estado español. Tiene, además, una base adicional sobre futuras anexiones a la comarca.
Con la aprobación de la Constitución de la República Española de 1931, el Estatuto de Estella quedó invalidado por inconstitucional y, por lo tanto, el movimiento en favor de la autonomía encartada se fue apagando hasta su desaparición.

## Núcleos de población de la comarca según el INE
|    | Nombre localidad        | Nombre oficial         | Municipio         | Población 2019 |
| 1  | Valmaseda               | Balmaseda              | Valmaseda         | 7589           |
| 2  | El Corrillo o Mimétiz   | Mimetiz                | Zalla             | 5400           |
| 3  | Sodupe                  | Sodupe                 | Güeñes            | 4200           |
| 4  | Aranguren               | Aranguren              | Zalla             | 1903           |
| 5  | Güeñes                  | Gueñes                 | Güeñes            | 1807           |
| 6  | Sandamendi              | Sandamendi             | Gordejuela        | 999            |
| 7  | La Baluga               | La Baluga              | Sopuerta          | 877            |
| 8  | Mercadillo              | Mercadillo             | Sopuerta          | 793            |
| 9  | Sollano-Llantada        | Sollano-Llantada       | Zalla             | 674            |
| 10 | Concha                  | Concha                 | Valle de Carranza | 496            |
| 11 | Ambasaguas              | Ambasaguas             | Valle de Carranza | 471            |
| 12 | Zubiete                 | Zubiete                | Gordejuela        | 427            |
| 13 | Zaramillo               | Zaramillo              | Güeñes            | 417            |
| 14 | La Iglesia              | La Iglesia             | Trucios           | 321            |
| 15 | Traslaviña              | Traslaviña             | Arcentales        | 312            |
| 16 | La Quadra               | La Quadra              | Güeñes            | 310            |
| 17 | San Pedro de Galdames   | San Pedro              | Galdames          | 310            |
| 18 | Soscaño                 | Soscaño                | Valle de Carranza | 300            |
| 19 | San Esteban de Galdames | San Esteban            | Galdames          | 264            |
| 20 | La Herrera              | Herrera                | Zalla             | 253            |
| 21 | Lanestosa               | Lanestosa              | Lanestosa         | 251            |
| 22 | El Castaño              | El Castaño             | Sopuerta          | 241            |
| 23 | Ocharán                 | Otxaran                | Zalla             | 217            |
| 24 | San Miguel de Linares   | San Miguel de Linares  | Arcentales        | 188            |
| 25 | Ahedo                   | Ahedo                  | Valle de Carranza | 178            |
| 26 | Biáñez                  | Biáñez                 | Valle de Carranza | 168            |
| 27 | San Esteban             | San Esteban            | Valle de Carranza | 158            |
| 28 | Zaldu                   | Zaldu                  | Gordejuela        | 155            |
| 29 | San Martín de Carral    | San Martín de Carral   | Sopuerta          | 152            |
| 30 | Irazagorría             | Iratzagorria           | Gordejuela        | 129            |
| 31 | Pando                   | Pando                  | Trucios           | 116            |
| 32 | Chávarri                | Txabarri               | Galdames          | 103            |
| 33 | Beci                    | Bezi                   | Sopuerta          | 102            |
| 34 | Montellano              | Montellano             | Galdames          | 93             |
| 35 | Pandozales              | Pandozales             | Valmaseda         | 92             |
| 36 | Matienzo                | Matienzo               | Valle de Carranza | 86             |
| 37 | Traslosheros            | Traslosheros           | Arcentales        | 86             |
| 38 | Santa Cruz              | Santa Cruz             | Arcentales        | 85             |
| 39 | El Callejo              | El Callejo             | Valle de Carranza | 84             |
| 40 | Las Muñecas             | Las Muñecas            | Sopuerta          | 80             |
| 41 | Sierra                  | Sierra                 | Valle de Carranza | 79             |
| 42 | Sangrices               | Sangrices              | Valle de Carranza | 78             |
| 43 | Aldeacueva              | Aldeacueva             | Valle de Carranza | 75             |
| 44 | Avellaneda              | Avellaneda             | Sopuerta          | 72             |
| 45 | Las Ribas o Las Rivas   | Las Ribas              | Sopuerta          | 72             |
| 46 | Rioseco                 | Rioseco                | Valle de Carranza | 68             |
| 47 | El Suceso               | El Suceso              | Valle de Carranza | 64             |
| 48 | Presa                   | Presa                  | Valle de Carranza | 64             |
| 49 | Lanzas Agudas           | Lanzas Agudas          | Valle de Carranza | 63             |
| 50 | La Aceña                | La Aceña/Atxuriaga     | Galdames          | 61             |
| 51 | Gorgolas                | Gorgolas               | Arcentales        | 53             |
| 52 | Las Barrietas           | Labarrieta/Olabarrieta | Sopuerta          | 48             |
| 53 | Cueto                   | Cueto                  | Trucios           | 46             |
| 54 | Manzaneda de Biáñez     | Manzaneda de Biáñez    | Valle de Carranza | 44             |
| 55 | Santecilla              | Santecilla             | Valle de Carranza | 44             |
| 56 | Pando                   | Pando                  | Valle de Carranza | 43             |
| 57 | El Alisal               | El Alisal              | Sopuerta          | 39             |
| 58 | Paúles                  | Paúles                 | Valle de Carranza | 37             |
| 59 | San Cipriano            | San Cipriano           | Valle de Carranza | 36             |
| 60 | Ranero                  | Ranero                 | Valle de Carranza | 35             |
| 61 | Jarralta                | Jarralta               | Sopuerta          | 32             |
| 62 | Bernales                | Bernales               | Valle de Carranza | 27             |
| 63 | Molinar                 | Molinar                | Valle de Carranza | 27             |
| 64 | La Cerca                | La Cerca               | Valle de Carranza | 21             |
| 65 | Gordón                  | Gordón                 | Trucios           | 18             |
| 66 | Herboso                 | Herboso                | Valle de Carranza | 16             |
| 67 | La Calera del Prado     | La Calera del Prado    | Valle de Carranza | 16             |
| 68 | Peñueco                 | Peñueco                | Valmaseda         | 16             |
| 69 | Alén                    | Alen                   | Sopuerta          | 10             |
| 70 | El Arenao               | Arenao                 | Sopuerta          | 9              |